# Pierre Hélé
Pierre Hélé, né en 1946, est un homme politique camerounais. Depuis 2004, il est ministre de l'Environnement, de la Protection de la nature et du Développement durable.

## Biographie
Pierre Hélé, originaire du département du Mayo-Kani dans la région de l'Extrême-nord, est un Moundang.

### Naissance
Pierre Hélé naît en 1946 à Lara, un village de la commune de Kaélé, au Cameroun français. Cette partie du territoire, à la faveur de la constitution de la République française du 27 octobre 1946, devient membre de l'Union française en tant que « territoire associé ». Louis Paul Aujoulat et Alexandre Douala Manga Bell sont admis à l'Assemblée de l'Union française comme délégués du Cameroun et membres du Mouvement républicain populaire (MRP). L'Assemblée représentative du Cameroun (ARCAM) voit le jour à la fin de l'année 1946.

### Études
Pierre Hélé voyage beaucoup durant son cursus scolaire. Il étudie à Lara, son village, ainsi qu'à Yaoundé, Maroua, Ngaoundéré et Garoua.

#### Études primaires
Pierre Hélé commence l'école primaire en 1953 à la Mission catholique de Lara. Il l'achève à Maroua, où il obtient son Certificat d'études primaires élémentaires (CEPE) en 1959. À ce moment, la guerre pour l'indépendance totale du Cameroun fait des ravages dans le sud du pays et un « nordiste » vient d'être porté par la France au poste de premier ministre du Cameroun français en la personne d'Ahmadou Ahidjo.

#### Études secondaires
Pierre Hélé commence ses études secondaires en 1959 à Ngaoundéré au collège Mazenod. C'est là qu'il obtient son brevet d'études du premier cycle (BEPC) et son certificat de probation. Mais le pays reste tumultueux dans sa partie sud durant ces années 1960 avec le débat sur la forme de l'État camerounais. Il remonte plus au Nord, au lycée de Garoua, pour suivre une classe terminale. Il y obtient son baccalauréat, en 1968. Entre-temps, la république fédérale du Cameroun est proclamée en octobre 1961, et le parti unique, l'Union nationale camerounaise (UNC), en 1966. Le débat de l'heure, en 1968, porte sur l'unification du Cameroun avec un duel presque fratricide du côté du Cameroun occidental opposant Augustine Ngom Jua à Salomon Tandeng Muna.

#### Études supérieures
Pierre Hélé entre à l'École normale d'administration et de magistrature (ENAM) à Yaoundé en 1968. Il en sort quatre ans plus tard, en 1972, comme administrateur civil, année où le Cameroun est enfin unifié. La république unie du Cameroun (RUC) est proclamée le 20 mai 1972. Mais ses études ne s'arrêtent pas là. Bien qu'entré dans la vie active, il s'inscrit à l'université de Yaoundé où il obtient une licence en droit public en 1979.

### Carrière
Sa carrière commence en 1973 au ministère de l'équipement où il entre comme Chef de service du budget et du matériel. En 1974, il est nommé Chef de service du personnel dans le même ministère. Il quitte ce ministère pour le ministère des finances en 1975, où il est Directeur adjoint de la solde. Une nouvelle constitution est promulguée. Elle remet en scène le poste de premier ministre et le Président Ahmadou Ahidjo le confie à Paul Biya. En 1977, Pierre Hélé est nommé Chargé d'études à la Banque des États de l'Afrique Centrale (BEAC). Il quitte cette institution sous-régionale en 1979 et rentre au Ministère des finances comme Vice-ministre dans le gouvernement de Paul Biya.
Le 4 novembre 1982, Ahmadou Ahidjo démissionne de ses fonctions de président de la république unie du Cameroun. Le sceptre du commandement suprême du Cameroun passe entre les mains de Paul Biya, son successeur constitutionnel, le 6 novembre 1982. Malgré ses diplômes et son origine nordiste, Pierre n'a jamais été ni député ni ministre sous le règne d'Ahidjo. Il reste vice-ministre des finances jusqu'au 4 février 1984, date à laquelle il est nommé Ministre de l'éducation nationale dans le gouvernement de  Luc Ayang. Dès le 6 avril 1984, l'année devient tumultueuse sur le plan politique : une tentative de coup d'État a lieu à Yaoundé, organisée et exécutée par des « nordistes ». Pierre reste cependant ministre de l'Éducation nationale jusqu'au 7 juillet 1984, avant de disparaître de la scène politique nationale. Il est remplacé à l'éducation par Robert Mbella Mbappe.
Il revient au gouvernement le 5 août 1988 pour des postes modestes comme DAG (Direction des affaires générales) au Ministère de l'enseignement supérieur et de la recherche scientifique et DAF (Direction des affaires financières) à l'université de Yaoundé (28 décembre 1990). Un vent de liberté et de contestations diverses souffle sur le Cameroun. Le multipartisme, qui avait été abrogé en 1966 au nom de l'unité nationale, est rétabli. Des élections pluralistes, présidentielles, municipales et législatives, sont organisées en 1992 ; Paul Biya est réélu président de la république,. En mai 1997, il est élu député de l'Union nationale pour la démocratie et le progrès (UNDP) à l'Assemblée nationale du Cameroun. Le 7 décembre 1997, il est nommé Ministre de l'urbanisme et de l'habitat dans le gouvernement de Peter Mafany Musonge. Il reste à ce poste jusqu'en mars 2000.
Le 18 mars 2000, il est nommé ministre du tourisme.
Pierre Hélé démissionne de l'UNDP en 2002 pour rejoindre le Rassemblement démocratique du peuple camerounais (RDPC).
Il reste ministre du tourisme jusqu'en décembre 2004. Entre-temps, en juillet 2004, d'importantes lois clarifiant la décentralisation au Cameroun sont promulguées. Le 8 décembre 2004, il est nommé Ministre de l'environnement, de la protection de la nature et du développement durable (MINEPDED) dans le gouvernement d'Ephraïm Inoni,.
En 2013, il félicite par écrit Aminatou Ahidjo, fille du premier président de la république du Cameroun, pour son ralliement à Paul Biya.
Pierre Hélé est membre du comité central du RDPC. En 2014, il accuse 24 cadres de ce parti, section Mayo Kani, de traîtrise et complicité avec l'opposition lors du double scrutin municipal et législatif du 30 septembre 2013. Il les traduit au conseil de discipline du parti et demande des sanctions.
Il participe activement à la lutte contre la production et l'usage des plastiques non biodégradables au Cameroun.
En 2017, il est toujours ministre de l'environnement, de la protection de la nature et du développement durable.